# Indywidualne Mistrzostwa Polski w Zapasach 2017

## Mistrzostwa Polski w Zapasach2017

### Kobiety
25. Mistrzostwa Polski – 19–21 maja 2017, Białogard

### Mężczyźni
- styl wolny

70. Mistrzostwa Polski – 19–21 maja 2017, Białogard
- styl klasyczny

87. Mistrzostwa Polski – 14–15 września 2017, Racibórz

## Medaliści

### Kobiety
| Kategoria: | Złoto:                                    | Srebro:                               | Brąz:                                                                      |
| 48 kg      | Anna Łukasiak AZS-AWF Warszawa            | Angelika Dytrych Cement Gryf Chełm    | Anna Król Cement Gryf Chełm Weronika Sikora Grunwald Poznań                |
| 53 kg      | Julita Omilusik Ares Wałbrzych            | Agata Walerzak Unia Racibórz          | Paula Kozłow Unia Racibórz Sylwia Szulc Olimpijczyk Radom                  |
| 55 kg      | Roksana Zasina ZTA Zgierz                 | Ilona Sobczyńska Cement Gryf Chełm    | Paulina Czechorowska Cement Gryf Chełm Anna Wojtowa Feniks Pesta Stargard  |
| 58 kg      | Katarzyna Mądrowska Feniks Pesta Stargard | Magdalena Głodek Bloczek Team Pelplin | Karolina Wieczerza Cement Gryf Chełm Jowita Wrzesień CSiR Dąbrowa Górnicza |
| 60 kg      | Agnieszka Król Unia Racibórz              | Katarzyna Michalak AZS-AWF Warszawa   | Marta Mechocka Mazowsze Teresin Kamila Pyżewska Wisła Świecie              |
| 63 kg      | Natalia Kubaty Slavia Ruda Śląska         | Beata Federowicz Cement Gryf Chełm    | Nikola Chluba Dąb Brzeźnica Agata Tatar Dąb Brzeźnica                      |
| 69 kg      | Monika Michalik Grunwald Poznań           | Paulina Kontna KS Koronowo            | Alicja Kubaty Slavia Ruda Śląska Ewelina Bieńkowska Sokół Lublin           |
| 75 kg      | Natalia Strzałka Slavia Ruda Śląska       | Patrycja Howis AZS-AWF Warszawa       | Anna Urbanowicz Cement Gryf Chełm Justyna Walotek CSiR Dąbrowa Górnicza    |

### Mężczyźni

#### Styl wolny
| Kategoria: | Złoto:                                  | Srebro:                                 | Brąz:                                                              |
| 57 kg      | Adrian Hajduk Slavia Ruda Śląska        | Krzysztof Bieńkowski AKS Białogard      | Żozef Baghramyan ZKS Koszalin Szymon Makuch Orzeł Namysłów         |
| 61 kg      | Wiktor Szmulaj Mazowsze Teresin         | Kamil Kostrubiec Grunwald Poznań        | Grzegorz Łabus Slavia Ruda Śląska Dawid Romanowicz ZTA Zgierz      |
| 65 kg      | Krzysztof Bieńkowski AKS Białogard      | Mateusz Nejman ZTA Zgierz               | Patryk Ołenczyn Dąb Brzeźnica Bartosz Stawinoga Śląsk Milicz       |
| 70 kg      | Przemysław Swatek LMKS Krasnystaw       | Kamil Banaszek Mazowsze Teresin         | Mateusz Kampik Dąb Brzeźnica Eryk Maj Śląsk Milicz                 |
| 74 kg      | Andrzej Sokalski Slavia Ruda Śląska     | Łukasz Górzyński Gwiazda Bydgoszcz      | Hubert Mazurek Iskra Spiczyn Bartłomiej Żuraw Iskra Spiczyn        |
| 86 kg      | Sebastian Jezierzański Dąb Brzeźnica    | Dawid Pepłowski ZTA Zgierz              | Patryk Dublinowski AKS Białogard Andrzej Hermanowski Iskra Spiczyn |
| 97 kg      | Mateusz Filipczak LKS Ceramik Krotoszyn | Aleksander Wojtachnio Pogoń Ruda Śląska | Szymon Janz ZKS Koszalin Kamil Wojciechowski Slavia Ruda Śląska    |
| 125 kg     | Robert Baran LKS Ceramik Krotoszyn      | Kamil Kościółek Stal Rzeszów            | Damian Chołuj AKS Białogard Łukasz Dublinowski AKS Białogard       |

#### Styl klasyczny
| Kategoria: | Złoto:                                      | Srebro:                               | Brąz:                                                                       |
| 59 kg      | Edward Barsegjan Cartusia Kartuzy           | Przemysław Piątek Olimpijczyk Radom   | Dominik Sikora Sobieski Poznań Dawid Szkodziński AKS Piotrków Trybunalski   |
| 66 kg      | Gework Sahakian Cartusia Kartuzy            | Grzegorz Wanke Unia Racibórz          | Arkadiusz Gucik Unia Racibórz Michał Kośla Olimpijczyk Radom                |
| 71 kg      | Dawid Kareciński Śląsk Wrocław              | Edgar Melkumov Fundacja Morena Żukowo | Sebastian Bir Cartusia Kartuzy Bartłomiej Klimek Olimpijczyk Radom          |
| 75 kg      | Arkadiusz Kułynycz Olimpijczyk Radom        | Iwan Nyłypiuk AZS-AWF Warszawa        | Patryk Bednarz Olimpijczyk Radom Jacek Tomaszewski AKS Piotrków Trybunalski |
| 80 kg      | Edgar Babayan Sobieski Poznań               | Mateusz Wolny Unia Racibórz           | Dawid Klimek Śląsk Wrocław Maksym Zacharczuk AZS-AWF Warszawa               |
| 85 kg      | Tadeusz Michalik Sobieski Poznań            | Michał Król AKS Piotrków Trybunalski  | Łukasz Fafiński Olimpijczyk Radom Piotr Kępski AKS Piotrków Trybunalski     |
| 98 kg      | Radosław Grzybicki AKS Piotrków Trybunalski | Marcin Olejniczak Sobieski Poznań     | Marcel Kasperek GKS Katowice Aleksander Kroczak Olimpijczyk Radom           |
| 130 kg     | Łukasz Banak Śląsk Wrocław                  | Mateusz Kareciński Olimpijczyk Radom  | Michał Orzechowski Olimpijczyk Radom Rafał Płowiec Olimpijczyk Radom        |